# Agelas fascicularis
Agelas fascicularis är en svampdjursart som först beskrevs av Gray 1867.  Agelas fascicularis ingår i släktet Agelas och familjen Agelasidae.
Artens utbredningsområde är Bahamas. Inga underarter finns listade i Catalogue of Life.